# 17cm K(E)列車砲
17 cm K(E)列車砲(ドイツ語: 17-cm-Kanone (E)、17 cm Kanone in Eisenbahnlafette)は、第二次世界大戦時にドイツで運用されていた列車砲である。

## 概要
17 cm K(E)列車砲は15cm K(E)列車砲と置換する目的で製造された。4本のアウトリガーに支えられる台座の上に設置するだけであり、生産は容易であった。17 cm K(E)列車砲には駐退機が無いため、砲撃時の反動はアウトリガーとジャッキで受ける構造であった。また、より高い安定性を追求するため、列車砲とレールをクランプで固定した。搭載された砲には、ドイッチュラント級前弩級戦艦の副砲である17cm(40口径)単装速射砲と同型のものが用いられている。